# Charlie Davis (cầu thủ bóng đá)
Charles F. Davis (1904 – tháng 1 năm 1967) là một cầu thủ bóng đá người Anh thi đấu ở vị trí half-back ở Football League cho Torquay United, York City và Mansfield Town và các đội nghiệp dư Bath City và Glastonbury.